# Boom Overture
Boom Overture是由Boom Technology研製的超音速客機，目標是具備4,250海里（7,867公里）航程、巡航速度1.7馬赫（1,000節；1,800公里/小時）、可乘載65至80名乘客，計劃於2027年首飞、2029年取得型号合格证（type certification）。 Boom Overture採用三角翼配置（類似於協和號客機），但會在結構中導入複合材料。

## 設計
BOOM公司的Overture客機原始設計與協和號客機類似，但在尺寸上僅有協和號的75%左右。不過在2022年7月，公司宣布對飛機設計四分之一進行重新設計，修改後的設計一部分借鑒了波音2707。雖然這幾款飛機同樣都是採用大三角翼設計，但是Overture客機的發動機艙採用4顆獨立發動機吊艙設計，而非協和號的兩具大型整合式發動機艙。同時受惠於較先進的空氣力學設計修正，Overture客機的阻力將會低於過往設計的超音速客機。
Overture客機目前對美國政府的主要管理挑戰仍然是噪音標準如何規範。從2017年起，美国联邦航空管理局與国际民用航空组织持續磋商未來超音速客機的噪音排放標準。目前的大方向是要求超音速客機的有效感知噪音在75分貝，與當前主流大型噴射機相等。為了評估低噪音超音速客機的前景，美國太空總署研發了低噪音超音速測試載台洛克希德·馬丁X-59_QueSST；此外BOOM公司也在2020年製造了縮比例測試機Boom XB-1，除了作為氣動力測試之外，也持續在提供低噪音超音速航線的實測評估。
由於Overture客機展弦比僅有1.5，使得在低速狀態下仍然有非常高的空氣阻力，且客機需要採取超音速飛行，無法使用當前次音速客機廣泛使用的高旁通比發動機創造加壓氣流獲得額外動力，因此需要輸出較強的發動機協助。由於當前民航機市場已經幾乎沒有中低旁通比設計的渦輪扇發動機，因此BOOM公司只能向發動機廠商徵詢為超音速客機開發新引擎的意願，但此計畫並未獲得主流發動機廠商的積極回應，使得BOOM公司在2022年12月13日宣布將由公司自行肩負開發發動機的任務。
BOOM預定採用的發動機稱為交響曲發動機，目標是研製一款起飛最大推力35,000磅（160仟牛頓）的中等旁通比渦輪扇發動機。目前與BOOM公司合作開發交響曲發動機的廠商為克雷托斯安全防務公司旗下子公司佛羅里達渦輪科技公司（Florida Turbine Technologies，FTT）與GE航空航天子公司GE Additive，以及冶聯科技公司，佛羅里達渦輪科技公司主要協助發動機設計、GE Additive則協助評估發動機用材料與3D列印發動機零件的製造、冶聯科技提供發動機渦輪用高溫金屬材料與渦輪段總成加工製造。交響曲發動機目前計畫在2025年底進行壓縮機試俥，未來計畫在BOOM公司位在德克薩斯州的發動機組裝廠製造。

## 客戶
| 订单日期      | 客户     | 数量 | 选择权 | 引用来源    |
| ------------- | -------- | ---- | ------ | ----------- |
| 2017年12月5日 | 日本航空 | —    | 20     | [ 4 ] [ 5 ] |
| 2021年6月3日  | 联合航空 | 15   | 35     | [ 6 ] [ 7 ] |
| 2022年8月16日 | 美国航空 | 20   | 40     | [ 8 ] [ 9 ] |
| 总计          | 总计     | 35   | 95     |             |

## 外部連結
- 官方网站